# Auguste Poirson
Auguste Simon Jean Chrysostome Poirson, född den 18 augusti 1795 i Paris, död den 14 juli 1871 i Versailles, var en fransk historieskrivare.
Poirson skrev arbeten i gamla tidens historia och vann gobertska priset för Histoire du règne de Henri IV (1857; tredje upplagan 1865–1866).